# Hans-Werner Schütt
Hans-Werner Schütt, né le 6 octobre 1937 à Berlin et mort le 11 octobre 2023 dans la même ville, est un historien des sciences allemand spécialisé dans l'histoire de la chimie et l'histoire de l'alchimie. Il enseigne "l'histoire des sciences exactes et de la technologie" à l'Université technique de Berlin et occupe divers postes de professeur invité à l'étranger.

## Biographie
Schütt étudie la chimie et obtient son doctorat en chimie physique de l'Université de Kiel en 1966. Il travaille d'abord comme scientifique à l'Institut Pasteur de Paris et chez Unilever. En 1975, il obtient son habilitation en histoire des sciences à l'Université de Hambourg. En 1977, il y est nommé professeur. Des séjours de recherche dans diverses universités américaines suivent en 1979. La même année, il se voit offrir un poste de professeur à la TU Berlin pour l'histoire des sciences exactes et de la technologie, poste qu'il occupera jusqu'à sa retraite en 2004. Il occupe également des postes de professeur invité à Pékin et à San José au Costa Rica avec un accent de recherche sur la chimie des XIXe et XXe siècles et l'histoire de l'alchimie. Schuett est notamment président de la Société pour l'histoire des sciences (de), président de la section Histoire de la chimie de la Société allemande de chimie (de), représentant de l'Allemagne dans la section Histoire de la chimie de la Fédération européenne des sociétés chimiques, président d'un comité d'experts de la Fondation allemande pour la recherche et la section Histoire de la chimie.
Hans-Werner Schütt est l'auteur de plusieurs monographies, dont un important ouvrage sur l'histoire de l'alchimie (2000). Sous le pseudonyme HWS Turnau, il publie un livre pour enfants, une nouvelle et un recueil de nouvelles. Schütt est membre du Club de Berlin (de).

## Travaux

### monographies (sélection)
- Emil Wohlwill. Galileiforscher – Chemiker – Hamburger Bürger im 19. Jahrhundert. Hildesheim 1972.
- Die Entdeckung des Isomorphismus. Eine Fallstudie zur Geschichte der Mineralogie und Chemie. Hildesheim 1984.
- Eilhard Mitscherlich (1794–1863) – Baumeister am Fundament der Chemie. München 1992. (Engl. Übers.: Eilhard Mitscherlich – Prince of Prussian Chemistry. Washington 1997)
- Auf der Suche nach dem Stein der Weisen. Die Geschichte der Alchemie. München 2000 (spanische Ausgabe 2002)
- Boon und das Geheimnis des Pharaos. Berlin 2007 (veröffentlicht unter dem Pseudonym H.W.S. Turnau)

### articles (sélection)
- Wollaston, Fuchs, Gay-Lussac und Klaproth als Vorläufer Mitscherlichs. In: Eilhard Mitscherlich und die Isomorphie, Deutsches Museum, Abhandlungen und Berichte, 41. Jg., Heft 3, München 1973.
- Wissenschaftsgeschichte in Amerika. In: Berichte zur Wissenschaftsgeschichte 2, 1979, S. 219–223.
- History of Science in the Federal Republik of Germany. In: Isis, Official Journal of the History of Science Society, 71, 1980, S. 375–380.
- Von Grenzen und Zielen der Alchemie. In: Berichte zur Wissenschaftsgeschichte (de). Band 5, 1–2, 1982, S. 41–51, doi:10.1002/bewi.19820050107
- Wissenschafts- und Technikgeschichte in Lateinamerika. In: Berichte zur Wissenschaftsgeschichte, 8, 1985, 46.
- Galilei, die Technik und die Römische Kirche: Zwei Kulturen – zwei Wahrheiten? In: Wissenschaftsgeschichte heute, Christian Hünemörder (de) (Hrsg.), Stuttgart 1987, S. 47.
- Sprachschichten der Alchemie. In: Berichte zur Wissenschaftsgeschichte. Band 17, 2, 1994, S. 89–99, doi:10.1002/bewi.19940170204
- Alchemie als Nichtchemie zu Beginn der Neuzeit. In: Berichte zur Wissenschaftsgeschichte. Band 20, 2–3, 1997, S. 147–158, doi:10.1002/bewi.19970200203
- History of Science between Two Cultures. In: Tamkang Chair Lectures Series (131), Tamkang University, Taipei 2001.